# Tournoi d'ouverture du championnat du Chili de football 2015
Navigation
Tournoi précédent Tournoi suivant
Le tournoi d'ouverture de la saison 2015 du Championnat du Chili de football est le premier tournoi de la quatre-vingt-troisième édition du championnat de première division au Chili. 
La saison sportive est scindée en deux tournois saisonniers, Ouverture et Clôture, qui décernent chacun un titre de champion. Le fonctionnement de chaque tournoi est le même : l'ensemble des équipes est regroupé au sein d'une poule unique où elles affrontent les autres clubs une seule fois. Le vainqueur du tournoi Ouverture se qualifie pour la Copa Libertadores 2016 et est protégé de la relégation en fin de saison, tout comme le finaliste. Les équipes classées de la 2e à la 5e place s'affrontent lors de la Liguilla, qui attribue une place en Copa Libertadores pour le vainqueur et une place en Copa Sudamericana pour le finaliste.
La relégation est décidée à l'issue du tournoi de Clôture. Un classement cumulé des deux tournois est effectué et les deux derniers de ce classement sont relégués et remplacés par les deux meilleures équipes de Segunda Division, la deuxième division chilienne.
C'est le club de Colo-Colo qui remporte le tournoi après avoir terminé en tête du classement final, avec un seul point d’avance sur le CD Universidad Católica. C'est le trente-et-unième titre de champion du Chili de l'histoire du club.

## Les clubs participants
- Colo-Colo
- CD Universidad Católica
- CF Universidad de Chile
- Club de Deportes Iquique
- Club de Deportes Antofagasta
- Club Deportivo Huachipato
- Deportes Unión La Calera
- Club Deportivo O'Higgins
- Club de Deportes Cobresal
- Unión Española
- Audax Italiano
- Club Deportivo Palestino
- Club Deportivo San Marcos de Arica
- Club de Deportes Santiago Wanderers
- Club Deportivo Universidad de Concepción
- CD San Luis de Quillota - Promu de Segunda División

## Compétition
Le barème utilisé pour établir le classement est le suivant :
- Victoire : 3 points
- Match nul : 1 point
- Défaite : 0 point

### Classement
| Rang | Équipe                       | Pts | J  | G  | N | P  | Bp | Bc | Diff |
| ---- | ---------------------------- | --- | -- | -- | - | -- | -- | -- | ---- |
| 1    | Colo-ColoT                   | 33  | 14 | 11 | 0 | 3  | 23 | 12 | +11  |
| 2    | CD Universidad Católica      | 32  | 15 | 10 | 2 | 3  | 33 | 15 | +18  |
| 3    | CD Universidad de Concepción | 28  | 15 | 9  | 1 | 5  | 29 | 19 | +10  |
| 4    | CD Palestino                 | 28  | 15 | 8  | 4 | 3  | 23 | 17 | +6   |
| 5    | Audax Italiano               | 26  | 15 | 7  | 5 | 3  | 22 | 19 | +3   |
| 6    | CD Unión Española            | 24  | 15 | 7  | 3 | 5  | 30 | 20 | +10  |
| 7    | CD O'Higgins                 | 23  | 15 | 7  | 2 | 6  | 23 | 23 | 0    |
| 8    | CD Cobresal                  | 18  | 15 | 6  | 0 | 9  | 23 | 28 | -5   |
| 9    | CD Santiago Wanderers        | 17  | 14 | 4  | 5 | 5  | 18 | 18 | 0    |
| 10   | CD San Marcos de Arica       | 17  | 15 | 5  | 2 | 8  | 18 | 20 | -2   |
| 11   | CF Universidad de Chile      | 17  | 15 | 4  | 5 | 6  | 24 | 30 | -6   |
| 12   | CD Huachipato                | 16  | 15 | 4  | 4 | 7  | 16 | 21 | -5   |
| 13   | CD Iquique                   | 16  | 15 | 4  | 4 | 7  | 20 | 28 | -8   |
| 14   | Deportes Unión La Calera     | 15  | 15 | 4  | 3 | 8  | 13 | 27 | -14  |
| 15   | CD San Luis de QuillotaP     | 13  | 15 | 4  | 1 | 10 | 18 | 24 | -6   |
| 16   | CD Antofagasta               | 11  | 15 | 2  | 5 | 8  | 11 | 23 | -12  |

|  | Qualification pour la Copa Libertadores 2016      |
|  | Qualification pour la Liguilla                    |
|  | T : Tenant du titre P : Promu de Segunda División |

- La rencontre entre Colo-Colo et Santiago Wanderers est annulée, sans avoir d'incidence sur le classement final.

### Liguilla
Le vainqueur de la Liguilla se qualifie pour la Copa Libertadores 2016, le finaliste obtient son billet pour la Copa Sudamericana 2016.
|  | Demi-finales                                 | Demi-finales                | Demi-finales |                              |   | Finale | Finale | Finale |  |
|  |                                              |                             |              |                              |   |        |        |        |  |
|  | 10 et 13 décembre 2015                       |                             |              |                              |   |        |        |        |  |
|  |                                              |                             |              |                              |   |        |        |        |  |
|  | (4) Club Deportivo Palestino                 | 2                           | 1            |                              |   |        |        |        |  |
|  | (4) Club Deportivo Palestino                 | 2                           | 1            | 17 et 20 décembre 2015       |   |        |        |        |  |
|  | (3) Club Deportivo Universidad de Concepción | 1                           | 0            |                              |   |        |        |        |  |
|  | (3) Club Deportivo Universidad de Concepción | 1                           | 0            | (4) Club Deportivo Palestino | 2 | 1      |        |        |  |
|  | 10 et 13 décembre 2015                       |                             |              | (4) Club Deportivo Palestino | 2 | 1      |        |        |  |
|  |                                              | (2) CD Universidad Católica | 1            | 4                            |   |        |        |        |  |
|  | (5) Audax Italiano                           | (2) CD Universidad Católica | 1            | 4                            | 2 | 0      |        |        |  |
|  | (5) Audax Italiano                           |                             |              |                              | 2 | 0      |        |        |  |
|  | (2) CD Universidad Católica                  | 1                           | 2            |                              |   |        |        |        |  |

## Bilan du tournoi
| Championnat du Chili de football 2015 |                          |
| Champion                              | Colo-Colo (31e titre)    |
| Qualifications continentales          |                          |
| Copa Libertadores 2016                | Colo-Colo                |
| Copa Libertadores 2016                | CD Universidad Católica  |
| Copa Sudamericana 2016                | Club Deportivo Palestino |
| Promotions et relégations             |                          |
| Promus en Primera División            | Aucun                    |
| Relégués en Segunda División          | Aucun                    |